# Рейт, Бенедикт
Бенедикт Рейт (Бенедикт Рид) (1454—1536/1534), встречаются варианты написания — Бенеш (Бенедикт) Рет, Рейд, Рит, Рейт из Пистова, Рета из Пистинга, Бенеш из Лоун, мастер Бенедикт — чешский строитель укреплённых сооружений и архитектор немецкого происхождения. Умер в 1534 или 1536 году в Лоуни.

## Биография
Первый раз упоминается в 1489 году. Известен в основном деятельностью в Богемии, еще до приезда в неё был известен как мастер техники фортификации. Перед тем, как был позван в Чехию из Саксонии королём Владиславом II, работал над строительством укреплений в Бургхаузене для зятя Владислава. С именем этого архитектора связано много изменений Пражского Града (башня Далиборка, стены с проходом для стрельцов вокруг Золотой улочки). Спроектировал модернизацию укреплений некоторых феодальных владений (замки Швигов, Раби, Блатна). Самым известным творением Рейта был Владиславский Зал на Пражском Граде. За свои заслуги получил титул дворянина (начиная с 1502 года его называли nobilis Benedictus, lapicida domini regis).

## Работа в Пражском Граде
Когда к власти в Чехии пришел Владислав II, он хотел «построить град к славе и веселью своему и потомков чешских королей». Для этих целей он пригласил Бенедикта Рида, которому было поручено сначала укрепление обороны Града с 80-х лет XV века. Сначала он работал как военный инженер. Неизвестно когда, но точно до 1489 года стал возглавлять королевское строительство. В этой должности он возвел Владиславский дворец. Бенедикт Рид был больше предан готике, но был знаком и с новым стилем Ренессанс. Это видно по окнам Владиславского зала, и сама форма зала соответствует принципам ренессанса — просторная и светлая. Еще выразительные элементы Ренессанса видны на следующей его работе — Людвиковом крыле.

### Владиславский зал

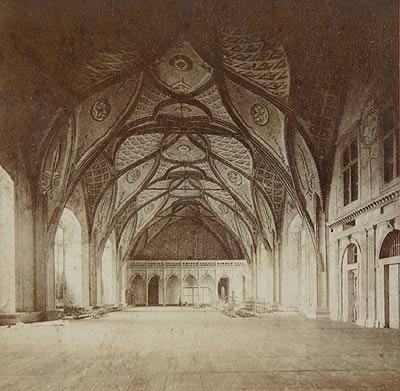
Владиславский зал в 1870 году

Рейт построил уникальный Владиславский зал, самое большое церемониальное помещение средневековой части Пражского града. Это позднеготический прямоугольный зал с размерами 62 х 16 метров с богатыми витыми сводами и прямоугольными окнами в стиле Ренессанс. В своей деятельности Бенедикт продолжает традиции готики, привнося элементы ренессанса. Зал надстроен сверху на более старое строение (сейчас все это части Старого королевского дворца). Бенедикт смог сделать самый большой свод своего времени с размахом в 16 метров, это достигается в том числе тем, что больше метра от стены идет консоль, а потом идет свод, что видно по горизонтальным камням, из которых сложена нижняя часть свода. Рейт смог создать необыкновенную игру света на витиеватых ребрах на потолке, но сейчас этот эффект не виден, так как во время правления коммунистической партии в XX веке верхние окна были оборудованы вентиляцией. Рейт продолжает идею пересечения элементов (ребра на потолке пересекаются. Эта идея уже видна у Петра Парлержа на соборе святого Вита). Также зал имеет выход наружу с видом на город, что для того времени было очень новаторским. До XVIII века окна обычно пропускали свет, но не были прозрачными. Смотровая площадка обычно строилась только из соображений безопасности, не была удобной и не была легко доступной из светских помещений. Рейт впервые нашел красоту сочетания внутреннего пространства и внешнего.
На фризе самого восточного окна есть латинская надпись «Vladislaus rex Ungariae Bohemiae 1493», что, вероятно, соответствует дате начала строительства. Изначально зал не служил к заседаниям парламента, больше был использован для развлечения аристократии (турниры, танцы, театральные представления). От коронования Карла VI (1723) в нем проходили банкеты коронования. В 1791 году в зале проходила промышленная выставка, от 1918 года служит для самых значительных государственных праздников и торжественных мероприятий.